# Anapropacris
Anapropacris is een geslacht van rechtvleugeligen uit de familie veldsprinkhanen (Acrididae). De wetenschappelijke naam van dit geslacht is voor het eerst geldig gepubliceerd in 1953 door Uvarov.

## Soorten
Het geslacht Anapropacris  is monotypisch en omvat slechts de volgende soort:
- Anapropacris elegantula (Bolívar, 1908)